# Anerkendelsesdirektivet
Anerkendelsesdirektivet (2005/36/EF) er et direktiv, der fastsætter regler adgangen til at udøve lovregulerede erhverv på tværs af grænserne i den Europæiske Union og EØS. Direktivets officielle titel er: Europa-Parlamentets og Rådets direktiv 2005/36/EF af 7. september 2005 om anerkendelse af erhvervsmæssige kvalifikationer.
Anerkendelsesdirektivet blev vedtaget i 2005 og samlede 15 tidligere gældende direktiver på området. En revision af direktivet blev vedtaget i efteråret 2013.

## Formål og principper
Anerkendelsesdirektivet har til formål at lette anerkendelsen af erhvervsmæssige kvalifikationer på tværs af EU’s grænser og derigennem fremme arbejdskraftens bevægelighed i det indre marked. 
Grundprincippet i anerkendelsesdirektivet er, at en EU-borger, som er fuldt kvalificeret til at udøve et lovreguleret erhverv i en medlemsstat, skal have adgang til at udøve det samme erhverv i en anden EU-medlemsstat.
Der skelnes mellem etablering (permanent arbejde) og levering af tjenesteydelser (midlertidigt og lejlighedsvist arbejde).

## Etablering
For at kunne etablere sig skal erhvervsudøveren have autorisation eller lignende offentlig godkendelse fra den ansvarlige myndighed. Direktivets regler for etablering består af de tre forskellige regelsæt:
- Regler om gensidig anerkendelse af kvalifikationer (de såkaldte generelle regler).
- Regler om automatisk anerkendelse af kvalifikationer på baggrund af fælles minimumsuddannelseskrav – de såkaldte sektorale regler, som gælder for syv erhverv.
- Regler om automatisk anerkendelse på baggrund af relevant erhvervserfaring.

### Anerkendelse efter de generelle regler (gensidig anerkendelse)
Som udgangspunkt skal den ansvarlige myndighed i værtslandet godkende erhvervsmæssige kvalifikationer fra en anden EU/EØS-medlemsstat, medmindre myndigheden konstaterer væsentlige forskelle mellem de lovkrav til de erhvervsmæssige kvalifikationer, der stilles i værtslandet, og de erhvervsmæssige kvalifikationer, som ansøgeren er i besiddelse af.
Hvis myndigheden konstaterer sådanne væsentlige forskelle, kan den kræve, at ansøgeren dokumenterer erhvervserfaring i udøvelse af det pågældende erhverv i hjemlandet, eller at ansøgeren gennemgår en egnethedsprøve eller prøvetid efter eget valg. For erhverv, hvor der kræves særligt kendskab til national ret, har den kompetente myndighed dog ret til at bestemme, om der skal være prøvetid eller en egnethedsprøve. Det gælder f.eks. for advokatbeskikkelse efter anerkendelsesdirektivet, for visse former for revisorerhverv, visse ledelsesstillinger og visse specifikke specialuddannelser inden for sundhedserhvervene.

### Automatisk anerkendelse på baggrund af fælles minimumsuddannelseskrav
Der findes syv såkaldte sektorale erhverv i EU, som er omfattede af en ordning for automatisk anerkendelse af erhvervsmæssige kvalifikationer. Det er læge, tandlæge, sygeplejerske, jordemoder, dyrlæge, farmaceut og arkitekt. Arkitekterhvervet er dog ikke et lovreguleret erhverv i Danmark, og derfor skal man ikke have en autorisation for at kunne udøve dette erhverv i Danmark.
De sektorale erhverv er underlagt nogle fælles EU-minimumskrav til uddannelsen. Det betyder, at hvis man har taget en uddannelse, som berettiger til udøvelse af et af de nævnte erhverv i et andet EU/EØS-land, er man berettiget til automatisk anerkendelse af sine kvalifikationer og opnår automatisk ret til at udøve erhvervet i værtslandet.

### Automatisk anerkendelse på baggrund af relevant erhvervserfaring
For bestemte erhverv, der er oplistet i bilag 4 til direktivet, gælder automatisk anerkendelse på baggrund af relevant erhvervserfaring. Der er tale om en form for erhvervsvirksomhed, som er nævnt i direktivets bilag 4, og udøvelse af erhvervsvirksomheden er afhængig af, at man har almene, forretningsmæssige eller faglige kundskaber.
Man skal dokumentere over for den ansvarlige myndighed, at man er i besiddelse af relevant erhvervserfaring fra sit hjemland af en vis varighed, og at man i visse tilfælde har suppleret den erfaring med en uddannelse, som er angivet i direktivets artikel 17-19.

## Tjenesteydelser
Hvis man er statsborgerskab og etableret som erhvervsudøver i et andet EU/EØS-land, har man efter anerkendelsesdirektivet ret til at udøve sit erhverv midlertidigt og lejlighedsvist i Danmark, hvis man forinden sender en skriftlig anmeldelse til den ansvarlige myndighed. Kravet om anmeldelse gælder dog kun, hvis det indgår i de regler, der i Danmark gælder for erhvervet.
Inden for visse erhverv, der har konsekvenser for den offentlige sundhed og sikkerhed, har myndigheden ret til at kontrollere erhvervsudøverens erhvervskvalifikationer, før vedkommende begynder at levere tjenesteydelser.

## Hvem er omfattet af anerkendelsesdirektivet?
Anerkendelsesdirektivet gælder ikke alene for EU-landene, men også for de øvrige lande i EØS. Reglerne gælder således også for statsborgere fra Norge, Island og Liechtenstein. Desuden gælder direktivet i en vis udstrækning for Schweiz, som EU har indgået aftale med.
Som erhvervsudøver har man krav på at blive behandlet efter EU's anerkendelsesdirektiv, hvis man er statsborger i et af de nævnte lande og har sine erhvervsmæssige kvalifikationer fra et af disse lande. Som statsborger fra et af disse lande har man desuden ret til at få uddannelsesbeviser fra tredjelande behandlet efter anerkendelsesdirektivet, hvis man har fået uddannelsesbeviset anerkendt i et EU/EØS-land eller Schweiz og i dette land har en attesteret erhvervserfaring af tre års varighed inden for det pågældende erhverv.
Anerkendelsesdirektivet gælder også:
- Tredjelandes statsborgere, der har opnået flygtningestatus i en medlemsstat [2]: En flygtning skal behandles som en statsborger i den medlemsstat, der har tildelt ham/hende flygtningestatus. Hvis flygtningen har erhvervet en erhvervsmæssig kvalifikation i en anden EU-medlemsstat, skal den medlemsstat, der har tildelt ham/hende flygtningestatus, anerkende denne erhvervsmæssige kvalifikation i overensstemmelse med anerkendelsesdirektivet.
- Statsborgere fra tredjelande, der har taget en videregående uddannelse og fået tilbud om arbejde (indehavere af det "blå kort"), men kun for aktiviteter, der udøves som ansat.[3] Det gælder dog ikke for Storbritannien, Irland og Danmark.
- Tredjelandsstatsborgere i Danmark, som er omfattede af det såkaldte opholdsdirektiv – direktivet om unionsborgeres og deres familiemedlemmers ret til at færdes og opholde sig frit på medlemsstaternes område.[4]

## Gennemførelse af anerkendelsesdirektivet i Danmark
Anerkendelsesdirektivet er indarbejdet i dansk ret ved lov om anerkendelse af visse uddannelses- og erhvervsmæssige kvalifikationer  og i lovgivningen for de enkelte lovregulerede erhverv. Reglerne omfatter i Danmark knap 130 lovregulerede erhverv samt en række sundhedsfaglige specialer.
Uddannelses- og Forskningsstyrelsen er støttecenter og koordinerer administrationen af direktivet i Danmark og har det overordnede ansvar for, at det gennemføres og anvendes ensartet og korrekt.
Udviklingen på området beskrives i en årlig beretning til Folketinget. 

## Revision af anerkendelsesdirektivet
I efteråret 2013 blev anerkendelsesdirektivet revideret, idet EU-Parlamentet og Rådet vedtog direktiv 2013/55/EU om ændring af anerkendelsesdirektivet. Ændringsdirektivet trådte i kraft den 17. januar 2014 og skulle senest være gennemført i medlemsstaternes nationale lovgivning den 18. januar 2016.
De nye regler indebærer blandt andet, at...
- Der er indført et såkaldt europæisk erhvervspas (European Professional Card, EPC) på et antal udvalgte erhvervsområder.  Erhvervspasset, som er et elektronisk certifikat, skal fremme informationsudvekslingen mellem erhvervsudøverens værtsmedlemsstat og hjemlandet, hvad enten erhvervsudøveren ønsker at etablere sig eller at levere tjenesteydelser.
- Omfanget af lovregulerede erhverv i EU undersøges for at sikre større gennemsigtighed og berettigelse for de regulerede erhverv i medlemsstaterne.
- Der er indført et fælleseuropæisk advarselssystem vedrørende dømte personer inden for erhverv, hvor man arbejder med sundhed eller børn og unge.
- Der sker en opdatering af de fælleseuropæiske minimumsuddannelseskrav til læger, sygeplejersker, jordemødre, dyrlæger, farmaceuter, tandlæger og arkitekter.

## Eksterne kilder og henvisninger
- Lovregulerede erhverv – autorisation m.v. – Uddannelses- og Forskningsministeriet
- Europa-Kommissionens hjemmeside om arbejdskraftens fri bevægelighed (på engelsk)